# Cantó d'Eybens
El cantó d'Eybens era una divisió administrativa francesa del departament de la Isèra, situat al districte de Grenoble. Comptava amb 5 municipis i el cap era Eybens. Va existir de 1985 a 2015.

## Municipis
- Eybens
- Gières
- Herbeys
- Poisat
- Venon

## Història
| Data d'elecció | Identitat        | Partit | Qualitat |
| -------------- | ---------------- | ------ | -------- |
| 1985-1988      | Charles Guibbaud | PS     |          |
| 1988-2015      | Marc Baietto     | PS     |          |
|                |                  |        |          |

| 1962  | 1968  | 1975   | 1982   | 1990   | 1999   | 2007   |
| ----- | ----- | ------ | ------ | ------ | ------ | ------ |
| 5.407 | 7.600 | 11.622 | 13.400 | 16.162 | 19.523 | 19.486 |